# رمبویوو
رمبویوو (به لاتین: Rembuyevo) یک منطقهٔ مسکونی در روسیه است که در استان آرخانگلسک واقع شده‌است.